# Androstendion
Androstendion (auch Androstenedion; englisch androstenedione), abgekürzt ASD, in der Bodybuilder-Szene auch Andro oder Andros genannt, ist ein Steroid aus neunzehn Kohlenstoffatomen (C-19) und ein Sexualhormon, welches chemisch dem Testosteron ähnelt und zur Gruppe der Androgene gehört (17-Ketosteroide). Gebildet wird es in der Nebennierenrinde (Zona reticularis) und in den Gonaden, d. h. bei Frauen unter Einfluss des luteinisierenden Hormons in der die Follikel umgebenden Thekazellschicht (Stroma ovarii) sowie bei Männern in den Hoden. Beim erwachsenen Mann wird das Androstendion primär in den Hoden gebildet, bei der erwachsenen Frau bildet es sich jeweils ungefähr zur Hälfte in den Nebennieren und den Ovarien. Da es als Zwischenprodukt bei der Testosteron- und Estradiolbiosynthese gebildet wird, aus dem im Körper, vor allem in Fettzellen, Testosteron oder Estron (ein Östrogen) entstehen kann, ist es eine Hormonvorstufe und wird deshalb als Pro-Hormon bezeichnet. Die genaue physiologische Funktion von Androstendion ist noch nicht vollständig bekannt.

## Physiologie
Androstendion entsteht aus Dehydroepiandrosteron (DHEA) mit Hilfe des Enzyms 3β-Hydroxysteroid-Dehydrogenase. Es wird mittels der Testosteron-17β-Dehydrogenase zu Testosteron reduziert. Umgebaut wird Androstendion durch die Aromatase zu Estron.

### Physiologische Schwankungen
Die Androstendionkonzentration im Blut unterliegt verschiedenen Schwankungen. Innerhalb eines Tages (zirkadiane Rhythmik) werden die höchsten Werte am Morgen gemessen. Die tageszeitlichen Schwankungen stehen dabei im Zusammenhang mit der Ausschüttung des Hormons ACTH. Bei Frauen ist die Konzentration auch zyklusabhängig: hier werden die höchsten Werte in der Follikelphase des weiblichen Zyklus gemessen.
Auch innerhalb des menschlichen Lebenszyklus werden verschiedene Konzentrationen im Plasmaspiegel beobachtet. Bei Feten und Neugeborenen ist der Spiegel hoch, sinkt dann ab und erhöht sich in der Pubertät wieder. Im Erwachsenenalter bleibt er relativ konstant, um dann mit zunehmendem Alter, bei Frauen insbesondere auch nach der Menopause, wieder abzufallen. In der Schwangerschaft ist der Androstendionspiegel erhöht.
Auch nach starken körperlichen Belastungen steigt der Androstendionplasmaspiegel.

## Pathologie
Verschiedene pathologische Phänomene haben einen Einfluss auf den Androstendion-Plasmaspiegel.
Erhöhter Spiegel bei:
- Hirsutismus
- polyzystisches Ovarsyndrom (LH/FSH-Quotient >2)
- Hyperthecosis ovarii (ovarieller stromaler Hyperthekose),
- androgen-produzierende Tumoren
- adrenale Hyperplasie
- Cushing-Syndrom
- Adipositas
- virilisierender kongenitaler Nebennierenrindenhyperplasie
- 3β-Hydroxysteroid-Dehydrogenase-Überschuss
- Testosteron-17β-Dehydrogenase-Mangel

Erniedrigter Spiegel bei:
- Nebennierenrindeninsuffizienz
- Ovarialinsuffizienz
- Sichelzellenanämie

Auch Medikamente wie Glucocorticoide oder Clomifen können die Werte senken.

## Androstendion als „Lifestyle“-Droge

### Sport
Die Anwendung von Androstendion zur Leistungssteigerung bei Sportlern oder beim Bodybuilding wurde vom Internationalen Olympischen Komitee sowie von anderen Sportorganisationen verboten. Androstendion steht auf der Dopingliste.
Androstendion, dem eine Stimulierung der körpereigenen Testosteronproduktion zugeschrieben wird, gehört in den USA zu den beliebtesten Nahrungsergänzungsmitteln.
Verschiedene Studien, unter anderem auch solche von Herstellern, konnten keine dauerhafte Anhebung des Testosteronspiegels, keine Steigerung der sportlichen Leistung und keine Muskelmassezunahme oder sonstige für Sportler vorteilhafte Effekte feststellen. Eine randomisierte Doppelblindstudie von Sonntag u. a. ergab in einem Zeitrahmen von 28 Tagen bei Männern im mittleren Alter keine signifikanten Effekte von Androstendion auf den Testosteronspiegel. Eine Studie mit jungen Männern, die auch Krafttrainingseffekte miteinbezog, fand in 8 Wochen weder eine Steigerung der Krafttrainingseffekte noch solche des Testosteronspiegels. Neben der Wirkungslosigkeit auf Anpassungseffekte im Krafttraining konnte als Folge der Androstendioneinnahme auch eine eventuell ungünstige Verminderung der körpereigenen Testosteronsynthese beobachtet werden. Die Wirkungslosigkeit bezüglich eines sportlichen Nutzens und die unten im Kapitel Nebenwirkungen beschriebenen Risiken ergeben auch unter Auslassung sportethischer Kriterien (Doping) eine ungünstige Kosten-Nutzen-Analyse für die Substitution im Sport.

### Anti-Aging
Auch im Bereich des Anti-Agings wird Androstendion eingesetzt. Die Wirkungen in diesem Anwendungsfeld sind aufgrund mangelnder Forschung noch nicht ausreichend bekannt. Die Datenlage aus dem Bereich des Sports und der Nebenwirkungen lässt jedoch nur wenig Spielraum für eine gut begründete Substitution (siehe Kapitel oben und unten).

### Nebenwirkungen
Es gibt Hinweise auf eine Senkung des HDL-Cholesterinspiegels mit damit verbundenen kardiovaskulären Risiken. Broeder u. a. fanden in ihrer Studie, dass die Blutfettwerte der Kontrollgruppe während der Studienzeit bezüglich des Herz-Kreislauf-Risikos trainingsbedingt um 12,3 % gesenkt wurden, während sich bei der Androstendiongruppe ein um 10,5 % erhöhtes Risiko ergab. Auch ein Einfluss auf hormonabhängige Tumoren ist denkbar. Im Einzelfall wurde bei einem jungen Mann, der Androstendion zur "Leistungssteigerung" einnahm, Priapismus diagnostiziert. Aufgrund fehlender Langzeitstudien kann derzeit wenig zu langfristigen Nebenwirkungen ausgesagt werden.

## Doping in der DDR
Ab 1982 setzte man das Präparat im Rahmen des staatlichen Zwangsdopings im DDR-Leistungssport bei der Vorbereitung auf Wettkämpfe ein. Eine Woche vor den Meisterschaften wurden alle dem Dopingkomitee bekannten anabolen Steroide abgesetzt und durch Androstendion ersetzt, um die anabolikafreie Phase bis zum Test zu überbrücken. Die Idee zum Einsatz von Androstendion im DDR-Leistungssport entstand am Forschungsinstitut für Körperkultur und Sport. An einem Kolloquium dort nahmen im Juni 1981 unter anderem Kurt Schubert (ZIMET) Michael Oettel (Jenapharm) und Jürgen Hendel (GERMED) teil.